# Resurrezione di Cristo (Rubens Firenze)
La Resurrezione di Cristo è un dipinto a olio su tela (183x155 cm) di Peter Paul Rubens, databile al 1616 circa e conservato nella Galleria Palatina di palazzo Pitti a Firenze. L'opera è nota con vari titoli tradizionali, tra cui anche il Sepolcro pasquale o il Trionfo di Cristo sulla morte e sul peccato.

## Storia
L'opera entrò nelle collezioni del gran principe Ferdinando de' Medici entro il 1713 e nel 1723 si trovava Pitti. Nonostante l'importanza formale dell'opera, riferibile al 1616 circa, e la sicura autenticità, venne a lungo ignorata dalla critica, se si escludono le citazioni di J. Smith (1830). Ciò era forse dovuto alla posizione defilata nel museo, che è riscontrabile ancora oggi, in un percorso secondario del piano nobile. 
Si conosce un disegno preparatorio per l'angelo a destra nella collezione del conte Pentu de La Garde, in Svezia; Norris (1951) rilevò una stretta somiglianza tra gli angeli e il giovane van Dyck.

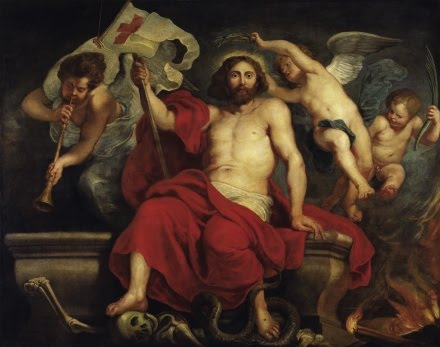
Una delle copie con varianti

Tra le copie antiche una di scuola a Columbus (Ohio) (Columbus Gallery of Fine Arts, inv. 64.10, 209x168 cm) e altre con varianti, con il piede sinistro di Cristo che ora schiaccia un serpente o un teschio, che hanno fatto leggere l'opera come un'allegoria del trionfo del Cristo sul peccato e sulla morte.

## Descrizione e stile
Dal sudario e dal letto di morte Cristo si leva trionfante, reggendo il vessillo crociato (di cui si vede solo l'asta), con un angelo che lo scopre e due putti che gli reggono la corona di spine. Lo straordinario modellato della figura, viva più che mai, ricorda opere come il San Sebastiano della Galleria Nazionale d'Arte Antica di Roma, con evidenti influssi michelangioleschi. Vari elementi ricordano significati simbolici, come il grano sulla pietra, allusione al Cristo nell'eucaristia.
L'azione è dinamicamente in divenire e le presenze angeliche, in movimento, accentuano questo effetto, soprattutto quella di destra che dà l'occasione anche di creare una macchia di colore con la sua veste arancio che accende la cromia e attira l'attenzione dello spettatore.